# Jaera (Jaera) bocqueti
Jaera (Jaera) bocqueti là một loài chân đều trong họ Janiridae. Loài này được Veuille & Kocatas miêu tả khoa học năm 1979.